# SchanzenKino 73

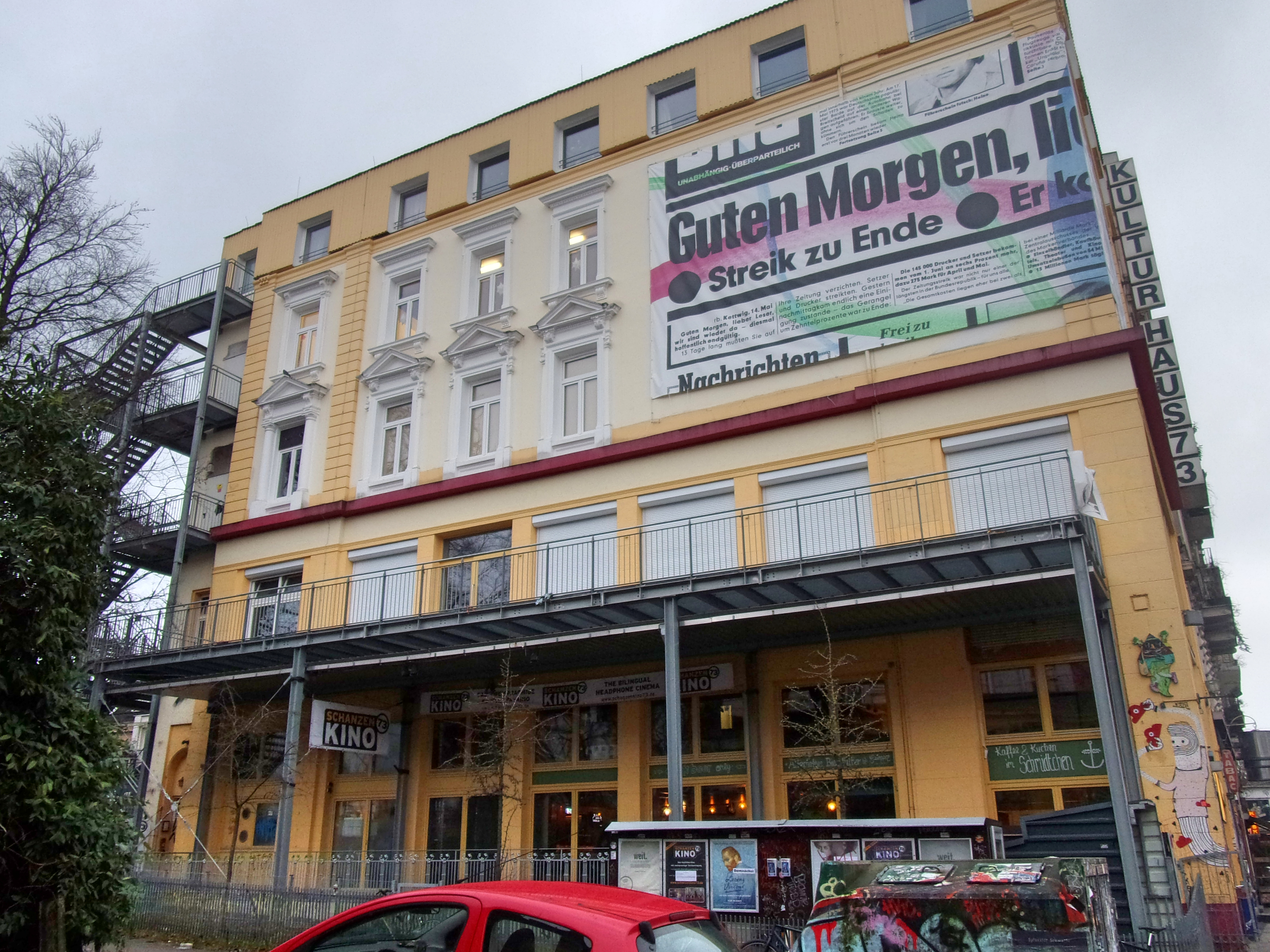
SchanzenKino 73

Das SchanzenKino 73 ist ein Programmkino an der Straße Schulterblatt im Hamburger Schanzenviertel, in der direkten Nachbarschaft zur Roten Flora. Es wurde am 19. Januar 2017 im zweiten Obergeschoss des Haus 73 eröffnet und ist nach eigenen Angaben „das weltweit erste bilinguale Kopfhörerkino“.
Das Kino verfügt über zwei Vorführsäle mit je 50 flexibel gruppierbaren Sitzplätzen. Zu den Vorstellungen erhalten Kinobesucher leihweise drahtlose Kopfhörer, an denen sie individuell zwischen verschiedenen Sprachversionen, in der Regel Originalfassung oder deutsche Synchronisation, wählen können. Besuchern mit Rollstuhl wird, nach Voranmeldung, der Zugang zum Kino über eine Aufzugsanlage ermöglicht.
Programmschwerpunkte des SchanzenKino 73 sind neben aktuellen Blockbustern auch Arthouse- sowie Kinder- und Jugendfilme. Bereits zwei Jahre nach seiner Eröffnung wurde das SchanzenKino73  im August 2019 mit dem Hamburger Filmpreis der  Hamburger Behörde für Kultur und Medien und der Filmförderung Hamburg Schleswig-Holstein  ausgezeichnet.
Das SchanzenKino 73 ist Mitglied der AG Kino – Gilde, Kinosommer Deutschland – Bundesverband der Open Air Kinos e. V. und Viva con Aqua de Sankt Pauli e. V.